# Nagroda Naukowa im. Mikołaja Kopernika
Nagroda Naukowa im. Mikołaja Kopernika – nagroda naukowa przyznawana przez Kraków.

## Historia
W 1873 roku, z inicjatywy Rady Miejskiej w Krakowie, powołana została przez Gminę Kraków Fundacja im. Mikołaja Kopernika, która działała do 1939 r. przy Akademii Umiejętności, później przy Polskiej Akademii Umiejętności. Uchwałą Rady Miasta Krakowa z 9 lipca 1993 r. wznowiono nagrodę, która przyznawana jest przez PAU za wyróżniające się prace w dziedzinach, którymi zajmował się Kopernik.

## Reguły przyznawania
Nagroda jest przyznawana co pięć lat; w każdej edycji przyznawana jest w kilku dziedzinach z puli siedmiu dyscyplin:
- astronomii,
- nauk o Ziemi (geofizyka, geografia fizyczna, geodezja i in.),
- ekonomii,
- filozofii przyrody,
- medycyny,
- obronnej sztuki wojskowej,
- prawa.

Zdarzały się też nagrody w dziedzinach:
- astrofizyki i kosmologii traktowanych osobno od astronomii,
- fizyki lub matematyki.

Nagrody w poszczególnych dziedzinach nie są przyznawane regularnie – nie ma gwarancji, że w danej dziedzinie nagroda będzie przyznana w każdej edycji. Nagrodę w jednej dziedzinie może otrzymać jedna lub kilka osób. Prace muszą być opublikowane w pięcioleciu poprzedzającym przyznanie Nagrody. Jej fundatorem jest Gmina Kraków.

## Laureaci nagrody

### 1995
- Richard Wielebinski w dziedzinie astronomii
- Adam Łyszkowicz w dziedzinie geodezji
- Sławomir Gibowicz i Andrzej Kijko w dziedzinie geofizyki
- Stanisław Leszczycki w dziedzinie geografii fizycznej
- Stanisław Meducki w dziedzinie ekonomii
- Teresa Grabińska w dziedzinie filozofii przyrody
- Jerzy Vetulani i Lucyna Antkiewicz-Michaluk w dziedzinie medycyny
- Janusz Bogdanowski w dziedzinie obronnej sztuki wojskowej

### 2000
- Bohdan Paczyński w dziedzinie astronomii
- Andrzej Sas-Uhrynowski, Elżbieta Welker, Irina Diomina i Leonid Kasyanenko w dziedzinie geodezji
- Jerzy Jankowski, Christian Sucksdorff w dziedzinie geofizyki
- Ewa Łętowska w dziedzinie ekonomii
- Michał Heller w dziedzinie filozofii przyrody
- Władysław Lasoń w dziedzinie medycyny
- Krzysztof Wojtyczek w dziedzinie prawa

### 2005
- Andrzej Kus, Leszek Błaszkiewicz, Grzegorz Hrynek, Andrzej Kępa, Eugeniusz Pazderski, Marian Szymczak w dziedzinie astronomii
- Aleksander Brzeziński w dziedzinie geodezji
- Leszek Starkel w dziedzinie geografii fizycznej
- Andrzej Wojtyna w dziedzinie ekonomii
- Mieczysław Markowski w dziedzinie filozofii przyrody
- Krzysztof Wędzony w dziedzinie medycyny
- Wojciech Jakimowicz w dziedzinie prawa

### 2010
- Michał Kokowski w dziedzinie astronomii
- Andrzej Kajetan Wróblewski w dziedzinie filozofii przyrody
- Zbigniew Fajklewicz w dziedzinie geofizyki
- Barbara Przewłocka w dziedzinie medycyny
- Karol Weitz w dziedzinie prawa
- Centrum Astronomiczne im. Mikołaja Kopernika PAN – nagroda zespołowa w dziedzinie astronomii

### 2015
- w dziedzinie medycyny: Małgorzata Filip i Janusz Skalski
- w dziedzinie filozofii przyrody: Jarosław Wawrzycki
- w dziedzinie fizyki: Piotr Bizoń

### 2020
- w dziedzinie astronomii: Dorota Skowron, Jan Skowron, Przemysław Mróz;
- w dziedzinie ekonomii: Jerzy Hausner;
- w dziedzinie kosmologii i astrofizyki: Anna Barnacka;
- w dziedzinie filologii klasycznej: Elżbieta Starek, Grzegorz Kotłowski;
- w dziedzinie prawa: Marcin Matczak;
- w dziedzinie matematyki: Wojciech Kucharz;
- w dziedzinie medycyny: Marek Ruchała, Martyna Borowczyk, Bartłomiej Budny, Rafał Czepczyński, Małgorzata Kałużna, Nadia Sawicka-Gutaj, Ewelina Szczepanek-Parulska, Kosma Woliński, Katarzyna Ziemnicka;
- w dziedzinie nauk o Ziemi: Piotr Ilnicki, Lech Wojciech Szajdak.